# Skilanglauf-Weltcup
Der Skilanglauf-Weltcup ist eine jährlich in der Zeit von Oktober bis März ausgerichtete Wettkampfserie im Skilanglauf, die durch den Skisport-Weltverband FIS organisiert wird. Die Ergebnisse der teilnehmenden Athleten werden nach einem Punktesystem bewertet, auf dessen Grundlage am Ende einer Saison Sieger in verschiedenen Wertungen ermittelt werden. Der Skilanglauf-Weltcup wird sowohl für Damen als auch für Herren ausgetragen.

## Geschichte
Der erste offiziell anerkannte Weltcup fand in der Saison 1981/82 statt. Inoffizielle Weltcupwettbewerbe gab es schon in der Saison 1973/74, wo aber nach drei Konkurrenzen das FIS-Langlaufkomitee, möglicherweise wegen des Desinteresses der nordischen Länder, die offizielle Einführung im Februar 1974 ablehnte.
Inoffiziell bestand der Weltcup jedoch weiterhin, was aus den offiziellen Berichten zum 31. FIS-Kongress 1977 in Bariloche hervorgeht, wobei es in Kurzform heißt: „Provisorische Anerkennung des Skilanglauf-Weltcups, welcher inoffiziell zum vierten Mal 1976/77 stattfindet“.
In den Saisons 1978/79 und 1980/81 führte die FIS den Weltcup versuchsweise durch. Seit der Saison 1985/86 wird pro Wettbewerb die zu verwendende Technik vorgeben. Zuvor gab es keine Regelung der Technik, so dass die Athleten in allen Wettbewerben sowohl den klassischen Stil als auch den Skating-Stil verwenden konnten. Ab 1988/89 wurden die Jagdrennen ins Programm aufgenommen, die an zwei Tagen zur Austragung kommen und beide Stilarten aufweisen; am zweiten Tag starten die Läufer nach Maßgabe der erreichten Zeit des Vortages und nehmen die gegenseitige Verfolgung (Jagd) auf.
In der Saison 1996/97 wurden Sprintwettbewerbe in das Programm des Skilanglauf-Weltcups aufgenommen. Die FIS entschied sich daraufhin, Weltcupwertungen in den Disziplinen Sprint und Distanzrennen einzuführen. Der Distanzweltcup wurde allerdings zwischenzeitlich von 2001 bis 2003 nicht ausgetragen. Seit der Saison 2003/04 gehören die 5-Kilometer-Distanzen bei den Frauen und die 10-Kilometer-Distanzen bei den Herren nicht mehr zum Weltcupprogramm. Das Etappenrennen Tour de Ski gehört seit der Saison 2006/07 zum Weltcupprogramm. Dabei werden sowohl für die Gesamtwertung als auch für Tageswertungen Weltcuppunkte vergeben. Diese Regelung gilt auch für das in der Saison 2007/08 eingeführte Weltcupfinale, das am Ende der Saison als 4-Etappenrennen ausgetragen wird. Seit der Saison 2010/11 gehört das Nordic Opening zum Weltcupprogramm, das zum Saisonauftakt als 3-Etappenrennen ausgetragen wird.

## Organisation

### Wettkämpfe

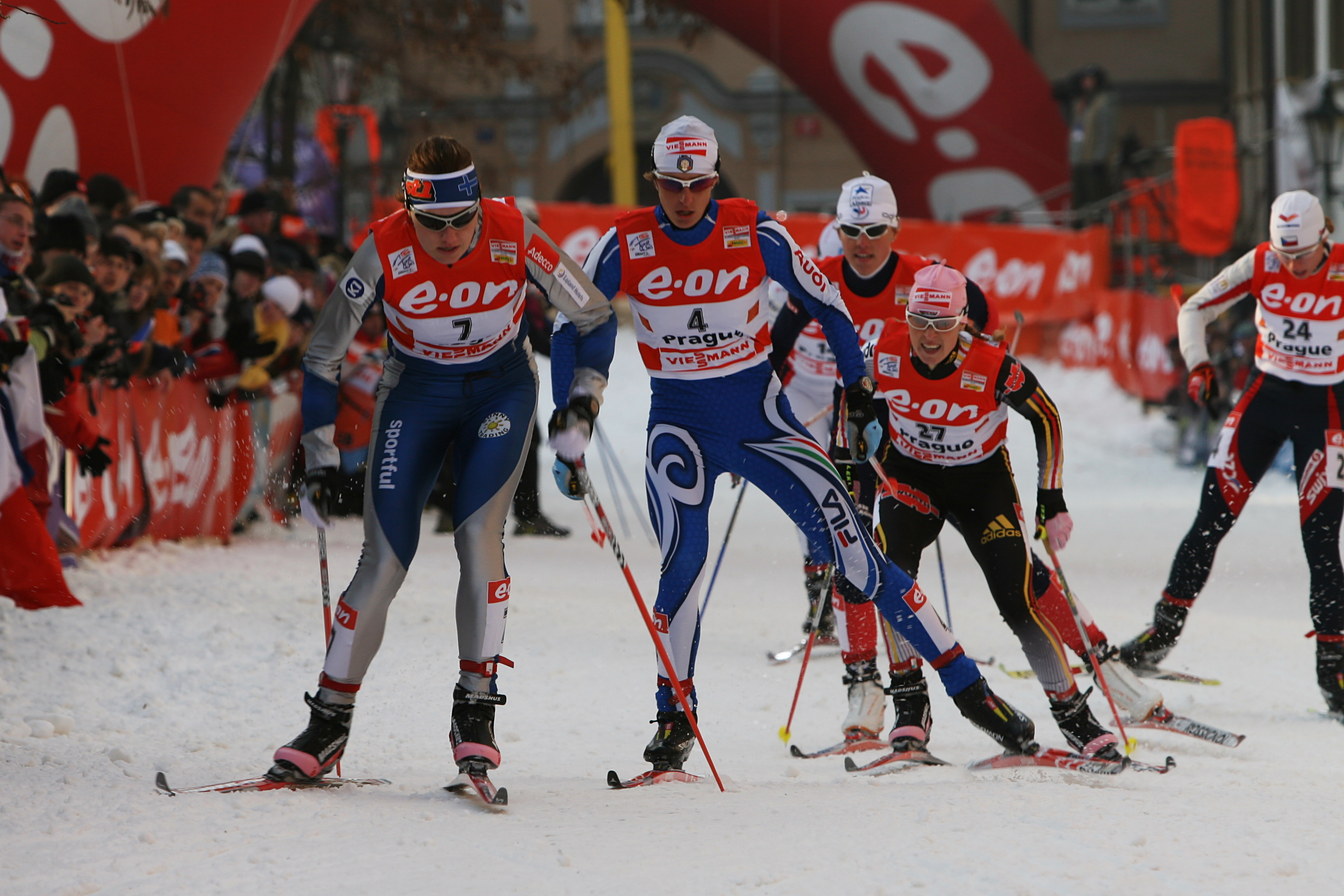
Sprintwettkampf in Prag 2007

Der Skilanglauf-Weltcup umfasst sowohl Einzel- als auch Mannschaftswettkämpfe. Zu den Einzelwettbewerben gehören Sprintwettbewerbe mit einer Streckenlänge kürzer als 1,4 Kilometer und Distanzwettbewerbe mit einer Streckenlänge länger als 5 Kilometer. Die Distanzwettbewerbe umfassen Einzelstartwettbewerbe, bei denen die Sportler allein gegen die Uhr kämpfen, Massenstartwettbewerbe, bei denen alle Wettkämpfer gleichzeitig starten und Verfolgungswettbewerbe, bei denen ebenfalls alle Sportler gleichzeitig starten, aber die Skilanglauftechnik zur Hälfte des Rennens gewechselt wird. Die Anzahl der Wettkämpfe in Distanz- und Sprintwettbewerben wird im Verhältnis 2:1 aufgeteilt. So werden pro Saison doppelt so viele Distanzrennen ausgetragen wie Sprints. Zu den im Weltcup veranstalteten Mannschaftswettbewerben gehören Staffeln mit vier Athleten und Teamsprints mit zwei Athleten pro Nation.
Die Aufteilung der Techniken erfolgt im Verhältnis 1:1, so dass die gleiche Anzahl an Wettkämpfen in der freien Technik und in der klassischen Technik durchgeführt wird. Diese Aufteilung betrifft sowohl die Distanzrennen als auch die Sprintrennen.
Die Gesamtanzahl der Wettbewerbe ist in einem meisterschaftsfreien Jahr höher als in Jahren, in denen Weltmeisterschaften oder Olympische Spiele stattfinden. So werden maximal 16 Distanzwettbewerbe und acht Sprintwettbewerbe ausgetragen. Hinzu kommen noch jeweils drei Staffelwettbewerbe und Teamsprints. In Jahren mit internationalen Titelkämpfen reduziert sich die Anzahl der Distanzwettbewerbe auf 12 bis 13 und es wird jeweils ein Staffelwettbewerb und Teamsprint weniger veranstaltet.

### Teilnehmer
Um an Weltcupwettbewerben teilnehmen zu können, muss ein Sportler offiziell bei der FIS als Skilangläufer registriert sein. Für Distanzrennen gilt des Weiteren, dass der Athlet in mindestens einem von der FIS veranstalteten Wettbewerb, wie z. B. Continental Cup oder FIS-Cup, ein Ergebnis von höchstens 60 FIS-Distanz-Punkten bei den Herren bzw. 90 FIS-Distanz-Punkten bei den Damen aufweist. Für den Sprintweltcup müssen bei beiden Geschlechtern 120 FIS-Sprint-Punkte unterschritten werden. Die FIS-Punkte sind ein Bewertungssystem der FIS, das die Leistungsfähigkeit der Athleten einordnet. Grundlage für die Berechnung bilden die Siegerzeit, die Zeit des Athleten und ein Faktor, der für Sprint-, Massenstart- und Einzelwettkämpfe unterschiedliche Werte aufweist.
Die Anzahl der Teilnehmer an Weltcupwettbewerben wird durch eine Quotenregelung bestimmt. Grundsätzlich hat jede Nation das Recht pro Wettkampf zwei Athleten zu melden. Anhand der vergangenen Weltcupsaison wird zusätzlich eine Quote ermittelt, die weitere Startplätze zusichert. Diese Quote wird für Sprint- und Distanzweltcup separat ermittelt. Basis für die Berechnung der Quote ist die Anzahl der Athleten einer Nation, die in der vergangenen Weltcupsaison mindestens einen Weltcuppunkt erringen konnten und somit in der Gesamtwertung der jeweiligen Disziplin platziert waren.
| Quotenberechnung zusätzlicher Startplätze pro Nation | Quotenberechnung zusätzlicher Startplätze pro Nation | Quotenberechnung zusätzlicher Startplätze pro Nation | Quotenberechnung zusätzlicher Startplätze pro Nation | Quotenberechnung zusätzlicher Startplätze pro Nation |
| ---------------------------------------------------- | ---------------------------------------------------- | ---------------------------------------------------- | ---------------------------------------------------- | ---------------------------------------------------- |
| Anzahl platzierter Athleten im Weltcup               | 1 – 2                                                | 2 – 5                                                | 6 – 8                                                | 9 +                                                  |
| Anzahl zusätzlicher Startplätze                      | 1                                                    | 2                                                    | 3                                                    | 4                                                    |

Können sich alle Athleten einer Nation unter den besten 30 Athleten des Weltcups, der sogenannten Roten Gruppe, platzieren, erhält die Nation einen weiteren Startplatz, wobei maximal neun Athleten einer Nation über die Nationenquote starten dürfen. Zusätzlich zu dieser Quotenregelung haben der Weltcupgesamtsieger und die Sieger der Disziplinenwertungen der letzten Saison ein automatisches Startrecht für die darauffolgende Saison. Des Weiteren hat die veranstaltende Nation eines Weltcupwettbewerbes das Recht zusätzlich eine nationale Gruppe von maximal zehn Athleten starten zu lassen.

### Veranstaltungsorte

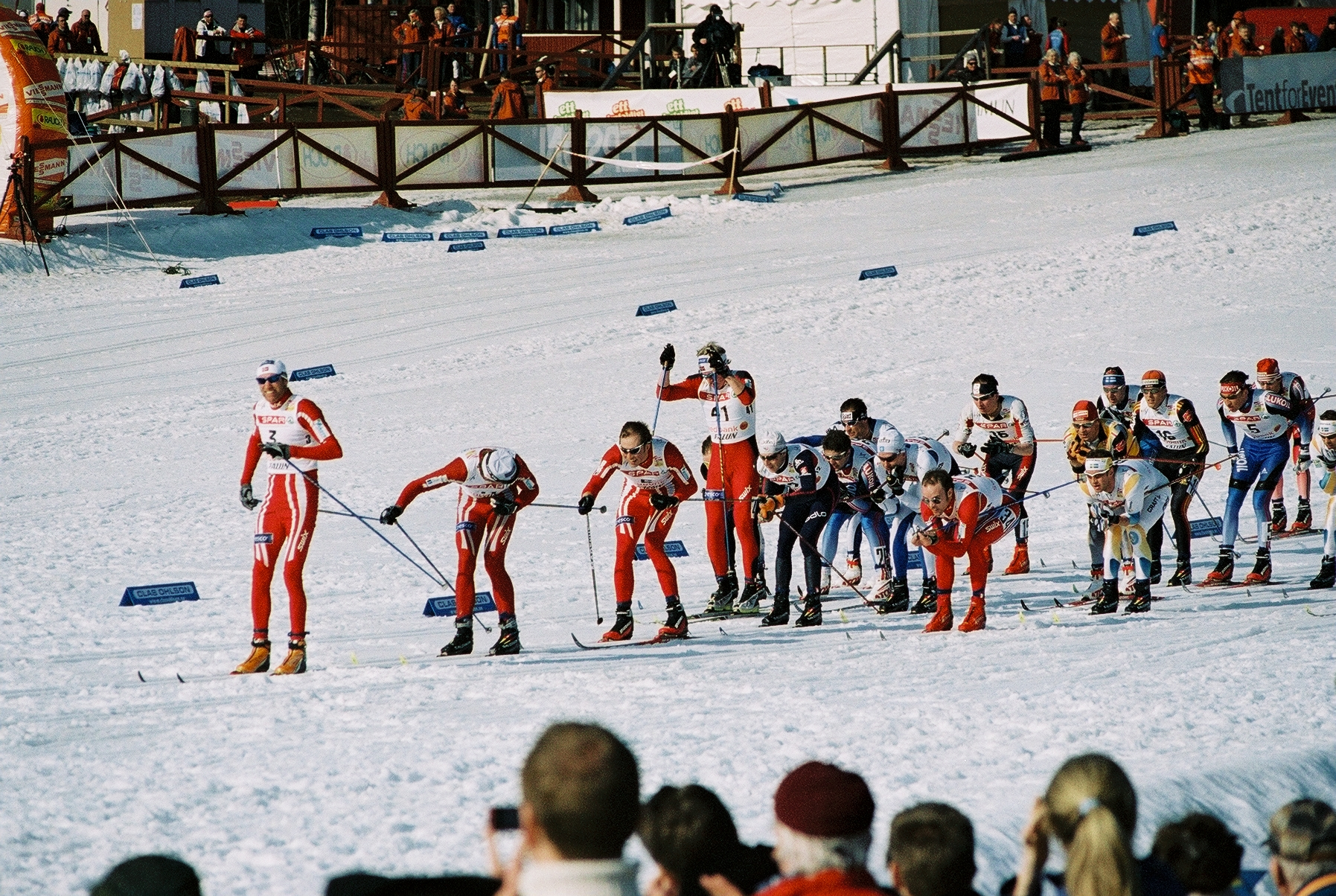
Weltcup in Falun 2007

Wettkämpfe für Damen und Herren werden parallel an einem Veranstaltungsort durchgeführt. Meist werden die Wettkämpfe an einem Wochenende ausgetragen, an dem für Herren und Damen jeweils zwei Wettbewerbe veranstaltet werden. Die Orte, an denen Weltcupwettbewerbe stattfinden, werden vor Beginn einer neuen Saison festgelegt. Die bis zu 17 verschiedenen Wettkampforte pro Saison variieren allerdings stark. Nur wenige Orte wie zum Beispiel Oslo werden jedes Jahr in den Wettkampfkalender aufgenommen.
Die meisten Wettkämpfe werden in Europa ausgetragen. Aber auch in Nordamerika und Asien finden Weltcupwettbewerbe statt, wie zum Beispiel 2008 im kanadischen Canmore oder 2007 im chinesischen Changchun. Traditionelle Veranstaltungsorte in Nordeuropa sind Oslo in Norwegen, Lahti in Finnland, Falun in Schweden sowie Otepää in Estland. Das österreichische Ramsau am Dachstein, das tschechische Nové Město na Moravě und das italienische Val di Fiemme sind ebenso wie das deutsche Düsseldorf häufig Austragungsorte in Mitteleuropa.
Der Saisonauftakt fand von 2002 bis 2007 im Oktober in Düsseldorf statt. Dort wurden in der Innenstadt ein Sprintwettbewerb und ein Teamsprint durchgeführt. Des Weiteren wurden in Deutschland mehrfach Weltcupwettbewerbe in Garmisch-Partenkirchen, Reit im Winkl, Oberhof und Oberstdorf ausgetragen. 2006 wurde im Rahmen der Tour de Ski ein Sprintrennen im Münchener Olympiastadion durchgeführt. Aufgrund der finanziellen Situation des deutschen Skiverbandes konnten in der Saison 2007/08 jedoch keine Veranstaltungen außer dem Saisonauftakt in Düsseldorf durchgeführt werden. Im Jahr 2008 fand der Skilanglauf-Weltcup in Düsseldorf im Dezember statt. Hinzu kommt Oberhof als Startort der Tour de Ski.
In der Saison 2017/18 wird erstmals auch die sächsische Landeshauptstadt Dresden einen Weltcup ausrichten (Sprint Freistil und Teamsprint).

### Punktesystem
Die Ergebnisse der Weltcupwettbewerbe werden auf Grundlage des FIS-Punktesystems in Punkte umgerechnet. Bei Einzelwettbewerben erhalten seit der Saison 2022/23 die besten 50 Athleten bzw. bei Staffelwettbewerben die besten 30 Mannschaften Weltcuppunkte, wobei die Punktetabelle bei Staffelwettkämpfen im Vergleich zu Einzelwettkämpfen bei 200 statt bei 100 Punkten beginnt. Anzumerken ist auch, dass eine Nation mit mehreren Staffeln antreten kann. Weltcuppunkte erhält aber nur eine Staffel, die vor dem Wettkampf benannt werden muss. Bei Teamsprints können pro Nation zwei Teams teilnehmen, die beide Weltcuppunkte erhalten können.
Bei den Etappenrennen Tour de Ski, Lillehammer Triple und Weltcupfinale werden sowohl für die einzelnen Etappen als auch für die Gesamtwertung am Ende des Events Punkte vergeben. Sowohl die Punkte für einzelne Etappen als auch die Punkte für die Gesamtwertung werden dabei seit der Saison 2022/23 nicht mehr nur für den Gesamtweltcup, sondern auch für die Disziplinenweltcups gezählt.
| Platz                                         | 1   | 2   | 3   | 4   | 5   | 6   | 7   | 8   | 9   | 10  | 11  | 12  | 13  | 14  | 15  | 16  | 17  | 18  | 19  | 20  | 21  | 22  | 23  | 24  | 25 | 26 | 27 | 28 | 29 | 30 | 31 | 32 | 33 | 34 | 35 | 36 | 37 | 38 | 39 | 40 | 41 | 42 | 43 | 44 | 45 | 46 | 47 | 48 | 49 | 50 |
| Einzel                                        | 100 | 95  | 90  | 85  | 80  | 75  | 72  | 69  | 66  | 63  | 60  | 58  | 56  | 54  | 52  | 50  | 48  | 46  | 44  | 42  | 40  | 38  | 36  | 34  | 32 | 30 | 28 | 26 | 24 | 22 | 20 | 19 | 18 | 17 | 16 | 15 | 14 | 13 | 12 | 11 | 10 | 9  | 8  | 7  | 6  | 5  | 4  | 3  | 2  | 1  |
| Gesamtwertung Etappenrennen incl. Tour de Ski | 300 | 285 | 270 | 255 | 240 | 225 | 216 | 207 | 198 | 189 | 180 | 174 | 168 | 162 | 156 | 150 | 144 | 138 | 132 | 126 | 120 | 114 | 108 | 102 | 96 | 90 | 84 | 78 | 72 | 66 | 60 | 57 | 54 | 51 | 48 | 45 | 42 | 39 | 36 | 33 | 30 | 27 | 24 | 21 | 18 | 15 | 12 | 9  | 6  | 3  |
| Etappe bei Etappenrennen                      | 50  | 47  | 44  | 41  | 38  | 35  | 32  | 30  | 28  | 26  | 24  | 22  | 20  | 18  | 16  | 15  | 14  | 13  | 12  | 11  | 10  | 9   | 8   | 7   | 6  | 5  | 4  | 3  | 2  | 1  |    |    |    |    |    |    |    |    |    |    |    |    |    |    |    |    |    |    |    |    |
| Staffel / Teamsprint                          | 200 | 160 | 120 | 100 | 90  | 80  | 72  | 64  | 58  | 52  | 48  | 44  | 40  | 36  | 32  | 30  | 28  | 26  | 24  | 22  | 20  | 18  | 16  | 14  | 12 | 10 | 8  | 6  | 4  | 2  |    |    |    |    |    |    |    |    |    |    |    |    |    |    |    |    |    |    |    |    |
| Weltcup-Bonus-Punkte                          | 15  | 12  | 10  | 8   | 6   | 5   | 4   | 3   | 2   | 1   |     |     |     |     |     |     |     |     |     |     |     |     |     |     |    |    |    |    |    |    |    |    |    |    |    |    |    |    |    |    |    |    |    |    |    |    |    |    |    |    |

Seit der Saison 2009/10 werden bei Massenstartwettbewerben Weltcup-Bonus-Punkte bei Zwischenwertungen vergeben. In der Saison 2018/19 erhielten die ersten Zehn Punkte. Dabei muss das Rennen beendet werden, die Punkte gehen jedoch nur bei Disqualifikation an den nächsten über, nicht bei Aufgabe. Abhängig von der Länge des Wettbewerbs werden bis zu sechs Zwischenwertungen pro Wettbewerb ausgetragen, zwei bei Etappenrennen.
Weltcup-Bonus-Punkte werden ebenfalls beim Sprint Einzel für die besten 10 Plätze in der Qualifikation vergeben.
| Länge des Wettbewerbs    | 10 km | 11–20 km | 30 km | 50 km |
| Anzahl Zwischenwertungen | 1     | 2        | 4     | 6     |

## Wertungen

### Gesamtweltcup

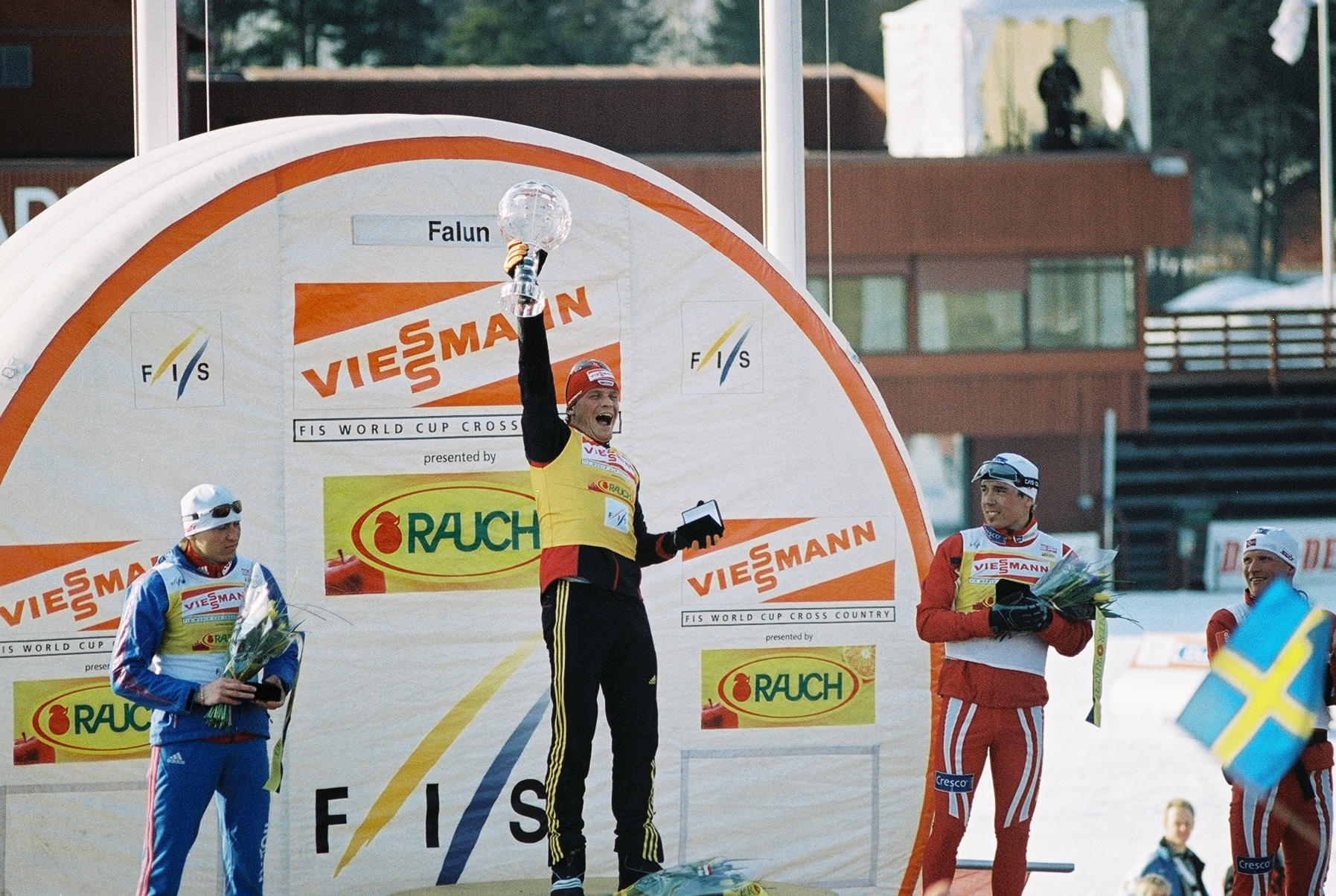
Weltcupgesamtsieger Tobias Angerer bei der Siegerehrung 2007

Während einer Weltcupsaison werden Wertungen im Gesamtweltcup, in Disziplinenweltcups und in der Nationenwertung vergeben. Die Sieger der Wertungen werden mit einer Siegertrophäe und einem Preisgeld belohnt. Zum Gesamtweltcup werden alle von einem Athleten in Einzelwettbewerben errungenen Weltcuppunkte in einer Saison gezählt, wobei die Anzahl der Sprintwettkämpfe, die in die Gesamtwertung eingehen, abhängig von der ausgetragenen Anzahl an Distanzrennen ist. Es wird maximal die Anzahl an Sprintresultaten gewertet, die der Hälfte der ausgetragenen Distanzrennen entspricht. Werden beispielsweise zwölf Distanzrennen ausgetragen, so dürfen maximal sechs Ergebnisse aus Sprintwettbewerben gewertet werden, auch wenn mehr Sprintwettbewerbe ausgetragen wurden. Die Sieger im Gesamtweltcup erhalten eine große FIS-Weltcup-Trophäe (Weltcupkugel). Die ersten sechs Athleten der Wertung werden zusätzlich mit FIS-Medaillen ausgezeichnet. Die Auszeichnung erfolgt direkt im Anschluss an den letzten Weltcupwettkampf.

### Disziplinenweltcups
Seit der Saison 1996/97 werden Disziplinenweltcupwertungen durchgeführt. Die Sieger der Disziplinenweltcups erhalten am Ende der Saison eine kleine Weltcup-Trophäe (Weltcupkugel). Zu den Disziplinenweltcups zählen der Sprintweltcup und der Distanzweltcup. Bis 1998/99 wurde der Distanzweltcup unter dem Namen Langdistanzweltcup ausgetragen. In der Saison 1999/00 wurde der Distanzweltcup in den Mitteldistanzweltcup und den Langdistanzweltcup unterteilt. Zu den Mitteldistanzen zählten dabei bei den Frauen alle Rennen von 5 Kilometer bis 10 Kilometer Länge und bei den Männern alle Rennen von 10 Kilometer bis 15 Kilometer Länge. Alle längeren Distanzen wurden den Langdistanzen zugeordnet. Diese Unterteilung wurde schon in der darauffolgenden Saison wieder aufgehoben und die FIS entschied sich bis zum Jahr 2003, keine Distanzweltcupwertung mehr durchzuführen und nur noch den Sprint als Disziplinenweltcup zu werten. Seit der Saison 2003/04 wird wieder zusätzlich zum Sprintweltcup ein Distanzweltcup ausgetragen, der bei den Frauen alle Rennen mit einer Länge von mehr als 5 Kilometern und bei den Männern alle Rennen mit einer Länge von mehr als 10 Kilometern umfasst. Die Gesamtwertung von Etappenveranstaltungen wie Tour de Ski wird hier aber im Unterschied zum Gesamtweltcup nicht mitgewertet.

### Nationencup
Zusätzlich zu den Einzelwertungen wird eine Nationenwertung ausgetragen. Die Nation, deren Athleten in Einzel- und Mannschaftswettkämpfen die meisten Weltcuppunkte errungen hat, erhält den FIS Nationencup (Team Cup). Zu den Mannschaftswettbewerben werden auch gemischte Staffeln bzw. Team-Sprints gezählt, bei denen eine Mannschaft aus männlichen und weiblichen Athleten besteht.

### Trikots
Der aktuell Führende im Gesamtweltcup startet mit einem gelben Trikot. Der Führende in Sprint- bzw. Distanzweltcup trägt ein Rotes Trikot. Der Führende im U23-Weltcup trägt ein Grünes Trikot. Ist ein Athlet der Führende in mehreren Weltcups, trägt er immer das ranghöhere Trikot, während das rangniedrigere Trikot nicht getragen wird. Das Ranghöchste Trikot ist das gelbe Trikot, gefolgt von dem Roten Trikot und das Grüne Trikot ist das Rangniedrigste Trikot.
Die führende Mannschaft in der Nationenwertung der Herren bzw. Damen muss bei Mannschaftswettbewerben ebenfalls mit einem roten Trikot an den Start gehen. In Staffelwettbewerben, bei denen die führende Nation mehrere Staffeln stellt, darf nur die erste Staffel der Nation das rote Trikot tragen.
Während der Tour de Ski, werden diese Trikots nicht getragen, sondern andersfarbige Trikots basierend auf den Wertungen der Tour de Ski.

### Preisgelder
Die ersten 20 Athleten in einem Einzelwettbewerb erhalten ein Preisgeld, das in Schweizer Franken (CHF) ausbezahlt wird. Bei Mannschaftswettbewerben werden die besten sechs Nationen belohnt. Jeder Ausrichter eines Weltcupwettbewerbes muss pro Wettkampf eine festgeschriebene Summe an die FIS bezahlen. Diese Einnahmen werden dann an die besten sechs Athleten im Gesamtweltcup ausbezahlt. Zusätzlich erhält der bestplatzierte junge Athlet unter 23 Jahren die mit einem Preisgeld verbundene Auszeichnung Rookie des Jahres. So erhält der Sieger des Gesamtweltcups sowohl bei den Damen als auch bei den Herren 31.350 CHF, während der Sieg bei einem Weltcupwettbewerb mit 10.000 CHF bzw. 12.000 CHF bei einem Staffelbewerb belohnt wird. Der Sieger der Tour de Ski erhält außerdem 55.000 CHF, die des Lillehammer Triples und des Weltcup Finales jeweils 22.500 CHF (Stand 2018/19).

## Erfolgreiche Athleten

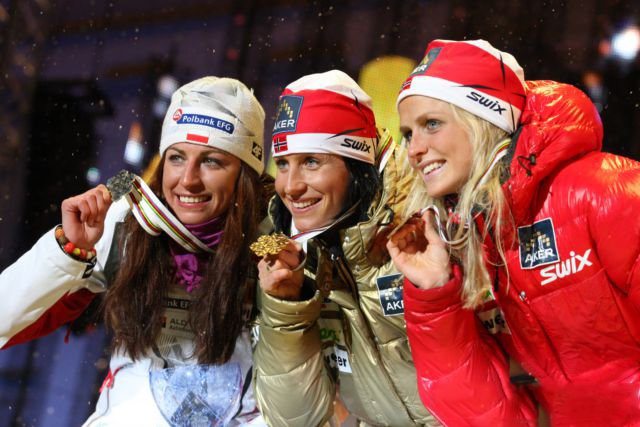
Die drei Damen mit den meisten Einzelsiegen in der Weltcupgeschichte (v. l. n. r.): Justyna Kowalczyk, Marit Bjørgen und Therese Johaug

In den achtziger Jahren wurde der Weltcup vom Schweden Gunde Svan dominiert. Zwischen 1983 und 1989 konnte er fünfmal den Gesamtweltcup für sich entscheiden. Seine Siegesserie wurde nur 1987 durch seinen Landsmann Torgny Mogren unterbrochen. Svan gewann im Laufe seiner Karriere 30 Weltcuprennen und ist somit der vierterfolgreichste Athlet im Skilanglauf-Weltcup. Die 1990er Jahre wurden von dem erfolgreichsten Athleten, gemessen an Gesamtweltcup-Siegen, aller Zeiten, dem Norweger Bjørn Dæhlie dominiert, dieser gewann sechsmal die große Weltcupkugel und zweimal die kleine Weltcupkugel für den Sieg im Sprintweltcup. Bei 117 Starts in Weltcuprennen konnte er 46 Siege bzw. 81 Podestplatzierungen feiern. Somit ist er der zweiterfolgreichste Athlet im Skilanglauf-Weltcup in dieser Kategorie. Der Kasache Wladimir Smirnow konnte 1991 und 1994 Dæhlies Siegesserie durchbrechen und den Gesamtweltcup für sich entscheiden und gewann wie Svan 30 Weltcuprennen. Dreimal belegte er hinter Dæhlie den zweiten Platz im Gesamtweltcup.
Die späten 2000er und die 2010er Jahre wurden von drei Athleten geprägt: den Norwegern Petter Northug und Martin Johnsrud Sundby sowie dem Schweizer Dario Cologna. Northug, der jüngste Athlet der jemals ein Weltcuprennen gewann, gewann 2010 und 2013 die große Kristallkugel, 2010 eine kleine Kristallkugel im Distanzweltcup und 2015 die Tour de Ski. Dazu errang er 38 Einzelsiege und ist somit der dritterfolgreichste Athlet im Skilanglauf-Weltcup in dieser Kategorie. Sundby gewann zwischen 2014 und 2017 dreimal die große Kristallkugel und dreimal die kleine Kristallkugel. Des Weiteren gewann er in dieser Zeit zweimal die Tour de Ski. In seiner Laufbahn errang Sundby wie Svan und Smirnov 30 Weltcuprennen. Cologna gewann zwischen 2009 und 2018 jeweils viermal die große Kristallkugel, die kleine Kristallkugel im Distanzweltcup sowie die Tour de Ski.
Ab 2018 begann die Dominanz des Norwegers Johannes Høsflot Klæbo, Klæbo gewann schon 2017 die kleine Kristallkugel im Sprintweltcup und gewann bis 2025 fünfmal die große Kristallkugel, siebenmal die kleine Kristallkugel im Sprintweltcup und viermal die Tour de Ski. Außerdem gewann er 98 Weltcuprennen im Skilanglauf-Weltcup und ist somit der erfolgreichste Athlet in dieser Kategorie. Er konnte ebenfalls mit 58 Sprintsiegen die meisten Sprintsiege im Weltcup erzielen. Klæbos stärkster Kontrahent war der Russe Alexander Bolschunow, der 2020 und 2021 den Gesamtweltcup und die Tour de Ski sowie zwischen 2019 und 2021 jedes Jahr den Distanzweltcup gewann. Des Weiteren konnte er 28 Weltcuprennen für sich entscheiden. Ab März 2022 konnte er nicht mehr an Rennen teilnehmen, da alle russischen und belarussischen Athleten gesperrt wurden.
Die erfolgreichste Athletin im Skilanglauf-Weltcup, gemessen an Gesamtweltcup Siegen, ist die Russin Jelena Välbe. Die erfolgreichste Skilangläuferin aller Zeiten gewann zwischen 1989 und 1997 fünfmal den Gesamtweltcup. 1997 konnte sie zusätzlich noch die kleine Weltcupkugel für den Sieg im Distanzweltcup entgegennehmen. Välbe weist mit 45 Weltcupsiegen die viertmeisten auf. Nach Välbes Rücktritt dominierte die Norwegerin Bente Skari zwischen 1999 und 2003 den Weltcup. Viermal konnte sie die große Weltcupkugel gewinnen und fünfmal die kleine Kugel für den Sieg in der Sprintweltcupwertung. Verbuchen konnte sie 42 Siege in Weltcuprennen. In den folgenden Jahren begann Skaris Landsfrau Marit Bjørgen, die viermal den Gesamtsieg errang, fünfmal den Sprintweltcup und dreimal den Distanzweltcup für sich entschied, den Siegeszug norwegischer Skilangläuferinnen fortführen. Sie ist mit 114 Weltcupsiegen in Weltcup Einzelrennen mit großem Abstand die Rekordhalterin. Bjørgen gewann ihr erstes Rennen 2002 und ihr letztes 2017. Ihre größte Konkurrentin war die Polin Justyna Kowalczyk, die ebenfalls viermal den Gesamtweltcup sowie viermal den Distanzweltcup gewann, und 50 Weltcupsiege in Weltcuprennen aufweisen kann. Ab den 2010er Jahren dominierte die Norwegerin Therese Johaug den Weltcup. Johaug war während den Saisons 2016/17 sowie 2018/19 gesperrt und beendete ihre Karriere zum ersten Mal nach der Saison 2021/22, bevor sie in der Saison 2024/25 ihr Comeback gab, nach der sie ihre Karriere erneut beendete. Im Laufe ihrer Karriere gewann sie dreimal den Gesamtweltcup, fünfmal den Distanzweltcup und errang 89 Weltcupsiege in Einzelrennen. Sie hält mit 77 Distanzsiegen den Rekord in dieser Kategorie.